# 乙烯四甲酸二酐
乙烯四甲酸二酐也称为乙烯四羧酸二酐、亚乙基四甲酸二酐或亚乙基四羧酸二酐，是一种有机碳氧化物，其分子式为C6O6。该化合物是乙烯四酸脱去两分子水后得到的酸酐。每个乙烯四甲酸二酐分子可以看作由两个类似顺丁烯二酸的五元环组成，每个环中有一个氧原子和四个碳原子，二两个环则共享一对由碳碳双键链接的碳原子。乙烯四甲酸二酐是环己六酮的同分异构物。常态下，乙烯四甲酸二酐是一种淡黄色的油状液体，可以溶解在二氯甲烷或三氯甲烷中。

## 历史
1967年，Jürgen Sauer、Barbra Schröder等研究了乙烯四甲酸二酐的性质及相关化学反应。1981年，John M. Patterson等利用乙烯四甲酸的裂解合成出乙烯四甲酸二酐的研究成果公布。2009年，Avat Taherpour用微波裂解固态米氏酸，两分子酸被认为通过alkene linkage二聚化。米氏酸中的内酯水解后其分子发生开环反应生成乙烯四甲酸，而后在碳碳双键一端的两个羧基分别和另一端的两个羧基脱水缩合生成乙烯四甲酸二酐。